# Édition complète de l'œuvre de Martin Heidegger
L’Édition complète de l'œuvre de Martin Heidegger (en allemand : Heidegger Gesamtausgabe) est le titre d'un travail visant à éditer la totalité des ouvrages de Martin Heidegger. La publication a été lancée par Vittorio Klostermann (de) (1901-1977).
Il est prévu de procéder à la publication de 102 ouvrages.